# Kaskadsko gorje
Kaskadsko gorje (eng. Cascade Range, Cascades) je planinski lanac na sjeverozapadu Sjedinjenih Američkih Država i jugozapadnoj Kanadi. Dužine je oko 1.130 kilometara. Planine se prostiru od sjeverne Kalifornije preko Oregona i Washingtona u Britansku Kolumbiju u Kanadi. 
Od Tihog oceana su udaljene oko 160 do 240 kilometara. 
- Mt Rainer
- Mount Adams
- Mount Baker
- St. Helens